# 쑨이 (1993년 7월)
쑨이(중국어 간체자: 孙铱, 정체자: 孫銥, 병음: Sūn Yī, 한자음: 손의, 1993년 7월 20일 ~ )는 중국의 배우이다.

## 출연작

### 드라마
- 2016년 저장 위성 텔레비전 중국람극장 《지부신탐》 - 조유 역
- 2017년 장쑤 위성 텔레비전 행복극장 《백록원》 - 백령 역
- 2017년 후난위성텔레비전 청춘진행중 《초교전》 - 도협희 역
- 2017년 산둥 위성 텔레비전 화양극장 《아과의생》 - 탕위지아 역
- 2017년 동방 위성 텔레비전 동방극장 《생봉찬란적일자》 - 지아지아 역
- 2019년 아이치이 웹 드라마 《선시선종》 - 금란란 역
- 2019년 장쑤 위성 텔레비전 행복극장 《산월부지심저사》 - 동령 역
- 2019년 아이치이 웹 드라마 《비행소년》 - 위신란 역
- 2020년 후난위성텔레비전 금응독파극장 《이가인지명》 - 치밍웨 역
- 2021년 CCTV-8 황금강당극장 《형산의원》 - 바이주리 역
- 2022년 망고 TV 웹드라마 《침수화원 : 꿈 속의 정원》 - 옌뤄 역
- 2023년 동방 위성 텔레비전 동방극장 《전각지련》 - 멍티엔 역